# Barbara Herz
Barbara Herz (* 1983) je česká divadelní režisérka a dramatička, zakladatelka avantgardního divadelního souboru Dok.trin. Ve své tvorbě se věnuje důležitým a často opomíjeným společenským tématům, která pečlivě zkoumá prostřednictvím hloubkových, často několik let trvajících, rozhovorů a rešerší.
Studovala komparatistiku a divadelní vědu na Filozofické fakultě Univerzity Karlovy a paralelně režii na divadelní fakultě Janáčkově akademii múzických umění. Věnuje se autorskému experimentálnímu divadlu.

## Biografie
Když začala studovat komparatistiku a divadelní vědu na Filozofické fakultě Univerzity Karlovy, myslela, že bude o divadle hlavně psát. Do divadla chodila téměř denně a po každém představení přemýšlela, jak to udělat jinak. Během studia založila experimentální divadelní soubor, napsala svou divadelní prvotinu a učila neherce hrát. Navzdory náročnosti zvládla studium na dvou vysokých školách současně, paralelně začala studovat divadelní režii na brněnské JAMU, kde v současnosti (rok 2025) také vyučuje. Ve třetím ročníku režírovala v Divadle Husa na provázku. Po absolutoriu založila v roce 2013 vlastní soubor dokumentárního autentického divadla Dok.trin.

## Dílo
Od roku 2013 zinscenovala devět dokumentárních představení a rozhlasovou hru. Věnuje se autorskému divadlu a metodou dokumentárního divadla zachycuje autentické příběhy. Zpracovává společenská, sociální a environmentální témata a moderní mýty. Při tvorbě divadelních her vychází z důkladných rešerší a rozhovorů s jedinci, jejichž profesní zkušenosti a příběhy pak ve svých hrách ztvárňuje. Otevírá opomíjená či tabuizovaná témata a boří zažité mýty a stereotypy.
V inscenaci Zpráva o zázraku zpracovala archivní materiály ohledně umučení faráře Josefa Toufara. Téma totality, ale i pružnosti a pevnosti očima osmdesátiletých sokolů zachytila ve hře Antigone vzletem sokolím. Mýtus romantické lásky dekonstruovala v inscenaci Láska v Klicperově divadle v Hradci Králové. V pražském Divadle X10 uvedla hru o vymírání hmyzu a otravě krajiny pod názvem Mezní stav. V inscenaci Jenom matky vědí, o čem ten život je přidala Herz k příběhům žen popisujících různé podoby rodičovství i svůj vlastní a ve hře také sama vystupovala. Ve hře O bílých heterosexuálních mužích, co jedí maso se věnovala společenským mýtům spojeným s tradičním rozdělením rolí muže a ženy. Podkladem pro tuto inscenaci se staly osudy jedenácti mužů, jejichž osobní zpovědi režisérka sbírala dva roky.

### Tanec dervišů
V inscenaci Tanec dervišů olomouckého Divadla na cucky je hlavním motivem konfrontace jednotlivce se systémem. Vypráví příběh adiktologa Dušana Dvořáka, který byl za pěstování konopí pro léčebné účely odsouzen na sedm let do vězení. Autorka se v jeho případu také osobně angažovala, ale protesty laické i odborné veřejnosti zprvu nebyly vyslyšeny a podmíněně propuštěn byl až po další vlně žádostí po čtyřech letech vězení.
„Dušan Dvořák nedostal milost ani po polovině odsezeného trestu, přestože není jakkoliv společensky nebezpečný a dokonce je po změně legislativy vězněn za něco, co už dnes není ani přestupek.”
Barbara Herz

### Istanbulská úmluva
Istanbulská úmluva je divadelní zpracování debaty senátorů o schválení Úmluvy Rady Evropy o prevenci a potírání násilí vůči ženám a domácího násilí. Mnozí senátoři mají dojem, že takovou dohodu Česká republika nepotřebuje a že by mohla dokonce narušit český právní systém. Režisérka s dramaturgyní se na téma podívaly z různých úhlů pohledu a do představení zahrnuly názory odbornic — novinářky, soudní znalkyně, právničky i pracovnice azylového domu. Čerpaly také z odborných studií a materiálů organizací, které se problematice dlouhodobě věnují, například Otevřené společnosti, o. p. s. Do scénáře zařadily i veřejně známé výroky odpůrců úmluvy, které propojily s autentickými příběhy obětí a sociologickými daty.